# Tabarly (film)
Pour plus de détails, voir Fiche technique et Distribution.
Tabarly est un documentaire réalisé par Pierre Marcel sur le navigateur français Éric Tabarly. Il est sorti en France le 11 juin 2008.
Le narrateur du documentaire n'est autre qu'Éric Tabarly lui-même.

## Fiche technique
- Titre français : Tabarly
- Réalisateur : Pierre Marcel
- Producteur :  Jacques Perrin et Nicolas Dumont
- Sociétés de production : Galatée Films, Institut national de l'audiovisuel
- Musique : Yann Tiersen
- Monteur : Stratos Gabrielidis
- Monteur son : Gaël Nicolas
- Mixage : William Flageollet
- Directeur de post-production : Nasser Belkalem
- Distribution :  France : Pathé
- Durée : 90 minutes
- Format : couleur
- Dates de sortie : France : 11 juin 2008

## Autour du documentaire
Ce documentaire est sorti dix ans après la disparition du navigateur qui est arrivée dans la nuit du 12 au 13 juin 1998 alors qu'il traversait la mer d'Irlande sur le Pen Duick.